# Fanfarra

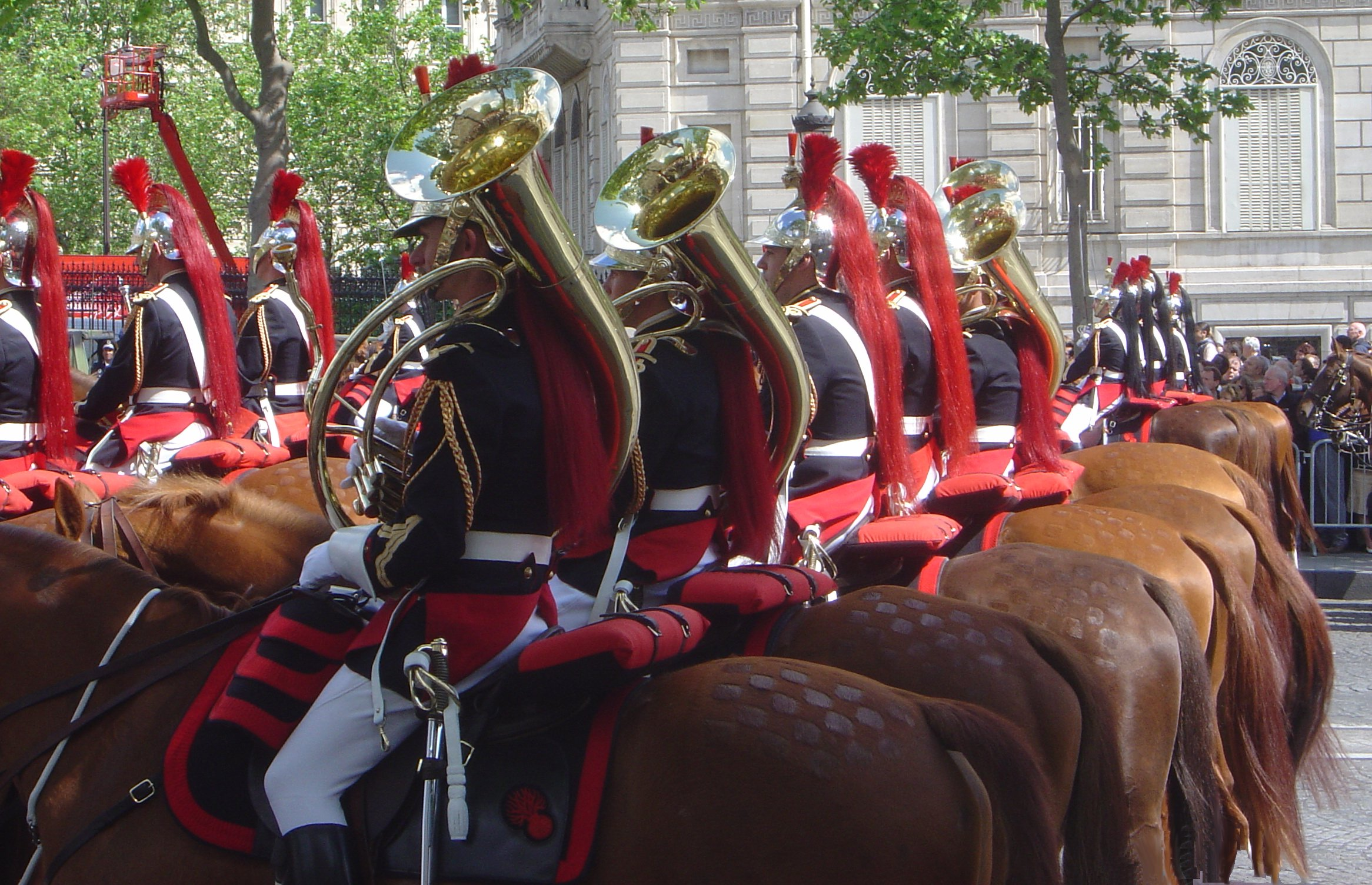
Fanfarra montada (França).

As fanfarras (do francês fanfare) se dividem em dois grupos de acordo com sua composição
1. fanfarra com um pisto, uma válvula nas cornetas para aumentar as possibilidades sonoras do grupo;
2. fanfarra simples é mais limitada que a anterior, possui mais instrumentos de percussão e alguns de sopro (cornetas e cornetões lisos). Executa marchas e dobrados e é composta basicamente por 50 integrantes. Os grupos mais elaborados acrescentam tubas e bombardinos em sua formação para obter uma melhor marcação nos tempos executados.[1]

A extensão das notas nos instrumentos das fanfarras é mais limitada que o das bandas marciais, que utilizam quase todos os instrumentos de sopro e de percussão e dessa forma executam qualquer tipo de música. Dessa forma, a melodia das fanfarras torna-se mais limitada e algumas vezes alterada em comparação a das Bandas Marciais.Porém, mesmo com características bem definidas, as duas formações musicais se superam com arranjos e melodias cada vez mais modernos, diferente das antigas bandas que se limitavam à execução de hinos e marchas cívicas.
Os instrumentos das fanfarras com um pisto possuem também um gatilho, que nada mais é do que uma volta de afinação maleável que funciona como uma válvula adicional aumentando a extensão das notas em um mesmo instrumento. Sua função é como a da segunda posição dos instrumentos de bandas marciais. O pisto ou válvula funciona como a terceira posição.
Na ópera, o termo "fanfarra" se refere a um trecho executado em cena por instrumentos de metal.

## Instrumentos
1. Bumbo
2. AtabaqueTendo como presença o colarinho de metal que faz som mais do que o Atabaque
3. Caixa
4. Tarol
5. Surdo
6. Prato (instrumento musical)
7. Lira
8. Xilofone - Marimba - Glockenspiel
9. Timpanos
10. Corneta simples ou com um Pisto
11. Cornetão simples ou com um Pisto

Atualmente os grupos de fanfarras evoluíram muito: novos instrumentos foram incorporados, com o intuito de melhorar a qualidade de execução das peças. Hoje em dia, além de cornetas e cornetões (que se aproximar dos sons do trompete e trombone, respectivamente), vários outros instrumentos foram introduzidos no cartel de instrumentos possíveis em uma fanfarra, tais como:
1. Melofones
2. Flugelhorns
3. Eufónios
4. Trompas
5. Tubas
6. Barítonos

Antigamente os instrumentos de fanfarra, a exemplo das cornetas e cornetões, eram lisos, ou seja, não possuíam nenhum tipo de válvula ou ajuste para a execução de diferentes notas. Hoje em dia, esses instrumentos podem ter gatilhos de semitom e um tom (com mecânica semelhante à de um trombone, em que a vara desliza para frente e para trás, alterando o percurso do ar dentro do instrumento) e pistos (também chamados pistões ou válvulas) de quaisquer tons (semelhantes aos do trompete). Atualmente as fanfarras utilizam além de instrumentos de bandas  adaptados(eufônios, tubas, barítonos, flugelhorns e melofones), instrumentos de percussão sinfônica (bombo sinfônico, tímpanos, gongos, pratos suspensos etc.) e instrumentos de percussão popular (pandeiros, triângulos, tumbadoras etc.).

## Histórico
Fanfarra era como antigamente se chamava o toque de trompas e clarins, nas caçadas. Posteriormente, a designação foi estendida às bandas marciais que acompanhavam os cortejos cívicos ou regimentos de cavalaria.

## Corporações
As fanfarras são um grande celeiro de talentos musicais. Grandes corporações e maestros foram referências para a transformação de tudo que conhecemos hoje.
Nos últimos 40 anos o cartel das fanfarras com pisto brasileiras foi recheada de grandes corporações que até hoje são lembradas por seus feitos e também por se tornarem referências em vários aspectos. Vamos conhecer algumas delas:
- década de 70 até 87: Fanfarra do Colégio Técnico Paralelo
Talvez a primeira corporação "show". Com a regência do Mto. Antonio Domingos Sacco e auxiliado por Milton Pereira Lelis (Chocolate), esta fanfarra dominou sua categoria até se tornar banda marcial em 1988. O Paralelo chegou a gravar um disco mostrando toda sua importância para o meio. Ainda na década de 80 teve o prazer de virar referência no guia cultural para passageiros da antiga VASP. Como Banda Marcial teve relativo sucesso se tornando por vários anos seguidos campeã do tradicional concurso de Caieiras. Encerrou suas atividades em 1995. Em 2001 houve uma tentativa de reerguer a banda mas em 2003 foi definitivamente encerrada.

- de 1988 até 1995: Fanfarra Noé Azevedo
Sob a regência do Mto. Marco Antonio Rodrigues, o Marquinhos, o Noé Azevedo dominou a categoria de 1988 até 1995 perdendo apenas 1 concurso nesse período. Executou músicas que se tornaram clássicos e até hoje fazem sucesso em vídeos que podem ser encontrados no youtube como Fanfarra Olímpica, O Espirito Olímpico, Super Man, Galáctica, Ruby Tuesday, entre outras. Em 1995 tornou-se Banda Marcial alcançando em 1997 o posto de melhor Banda Marcial do Brasil, mantendo-se de forma invicta até 2002. Encerrou suas atividades em 2010.

- de 1991 até 2005: Fanfarra Irmã Dina de Sion
Sob a regência do Mto. Marco Antonio Rodrigues, o Sion foi imbatível do começo ao fim. Foram 14 anos de invencibilidade até o encerramento da categoria sênior (acima de 21 anos) em 2005. Marquinhos levou o Sion a um patamar que dificilmente será igualado. No período em questão foi campeão nas categorias infanto, juvenil e senior. Já como juvenil atingia pontuações superiores a da categoria sênior. Na categoria sênior atingia pontuações superiores as de bandas marciais seniors. Ben Hur, O Fantasma da Ópera, Exodus, On Eagles Wings, Pocahontas, Celtic Ritual, Da Vincian Visions foram algumas das peças que essa brilhante corporação teve a oportunidade de executar. Em 1997 na final do Concurso Estadual de São Paulo, atingiu a impressionante marca de 140 pontos em 140. Pontuação máxima e execução de brass band. Em 2000 executou a peça mais técnica que uma fanfarra já tocou até então: On Eagles Wings. Com um show dos trompetes (Pedro e Junior) o Sion se tornava novamente campeã estadual. Em 2001 após ficar 1 ano sem aparições em concursos o Sion trouxe novamente O Fantasma da Ópera para seu repertório. Ganhou na primeira nota da música. O ataque do tema principal do "Fantasma" foi impressionante e certeiro. Em 2005 em seu último concurso na categoria o Sion trouxe um grande desafio ao seu repertório: Da Vincian Vision. Uma peça impossível para se tocar com os instrumentos de fanfarra. Mas não para o Sion que deu um show no concurso do município de Poá-SP. Execução magistral e um grand finale a altura da maior fanfarra de todos os tempos 8 vezes seguidas campeã paulista e outros tantos títulos. Em 2005 tornou-se banda marcial e reiniciou o seu trabalho formando novos músicos. Em 2017 sob a regência do maestro Eric Rossini, ex-componente da fanfarra, voltou definitivamente ao certame dos concurso na categoria Banda Marcial Juvenil se sagrando campeã em todos os concursos que disputou até o momento, aumentando seu cartel para 27 anos de invencibilidade! O maior período de invencibilidade da história das bandas e fanfarras.

- de 2006 até 2011: Famutre vs Nazaré vs Salotti
Várias fanfarras se destacaram como a Fanfarra Municipal de Tremembé (Famutre), Fanfarra Rogério Levorin (Francisco Morato), Fanfarra Municipal de Nazaré Paulista, Fanfarra Amigos de Santa Bárbara do Oeste, Fanfarra do Colégio A. Einstein e Fanfarra Profº Albert Salotti. Estas corporações se revezaram como detentoras dos principais torneios do período, demostrando um grande equilíbrio. Como destaque a Famutre, Nazaré Paulista e Alberto Salotti foram as maiores vencedoras.
- de 2012 até 2014:
Um período de grande rivalidade onde as disputas se polarizaram entre 3 potências: Corporação Rogério Levorin, FAMAM e Fanfarra do Colégio A. Einstein. Destacamos as principais conquistas de cada corporação sendo, Rogério Levorin campeã do município de Caieiras 2013 e 2014 e Nacional de 2013; FAMAM campeã do município de Francisco Morato 2012 e Paulista pela FFABESP 2013 e 2014; Fanfarra do Colégio A. Einstein campeã do município de Francisco Morato 2014, Franco da Rocha 2014 e Paulista pela Ocifaban 2012, 2013 e 2014.
- de 2015 até o momento: 
Não há dúvidas em afirmar que o período em questão foi polarizado por duas potências: Fanfarra do Colégio A. Einstein e Nazaré Paulista. Um título estadual para cada, revezamento entre campeão e vice em todos os torneios disputados. Entre todas as categorias de fanfarras e bandas esta disputa é a única que centrou-se em apenas 2 corporações. Tal feito demonstra o alto nível técnico que alcançaram, com trabalhos de formação de novos talentos que é exemplo para as demais corporações e se desafiando ano após ano na busca de repertórios mais técnicos. São sem dúvidas as 2 melhores corporações do Brasil e os melhores trabalhos realizados na categoria desde a Fanfarra Irmã Dina de Sion. Importante destacar o trabalho dos maestros Diogo da Costa Pereira (Einstein) e Felipe Ibrahim (Nazaré) dois dos mais competentes maestros desta geração, são referência em construir grandes corporações formando alunos do zero, mesmo na categoria sênior, encabeçam esta tendência, deixando para trás o período de corporações "galáticas" que reuniam músicos já experientes.